# Râul Valea Ulmului
Râul Valea Ulmului este un curs de apă, afluent al râului Dâmbovița. 